# Sonia Cluceru
Sonia Cluceru (n. 1892, Cuciulata, România – d. 10 februarie 1955, București, România) a fost o actriță română de film, radio, teatru și voce din prima jumătate a secolului XX.

## Biografie
Sonia Cluceru s-a format la școala realistă a Aristizzei Romanescu. În anul 1913 a absolvit Conservatorul, fiind felicitată de toți profesorii și, în mod deosebit, de către directorul Conservatorului, Dimitrie Popovici-Bayreuth. La absolvire a primit Premiul I „Lilli Popovici luase premiul întâi la dramă, iar eu, premiul întâi la comedie” ceea ce i-a adus angajarea la Teatrul Național fără examen, așa cum avea să afle de la directorul Naționalului de atunci, Alexandru Davila care asistase și el la examenul de absolvire „Nu-i nevoie de petiție, tizule: Teatrul Național angajează pe premianții întâi, fără petiție”. A debutat scenic, în anul II de Conservator  (bursieră cu 40 lei pe lună) interpretând o servitoare bătrână în Marșul Nupțial.
După 23 august 1944 s-a remarcat în rolurile comediei românești de moravuri (în piesele lui Ion Luca Caragiale - Conu Leonida față cu reacțiunea, Alexandru Kirițescu- Gaițele, Tudor Mușatescu- Titanic Vals), dar și în cele ale comediei clasice (doamna Jourdain din „Burghezul gentilom”, doamna Pernelle din „Tartuffe”, de Molière), prin puterea de identificare cu personajele create, prin simplitatea umană și emoțională a jocului.

## Distincții
- Ordinul Meritul Cultural în gradul de Cavaler cl. II, pentru teatru (23 septembrie 1942)[5]
- titlul de Artist Emerit al Republicii Populare Române (28 aprilie 1951)[6]
- Ordinul Muncii cl. I (31 martie 1952) „cu ocazia împlinirii a 60 de ani dela naștere, pentru activitate rodnică și merite excepționale în domeniul artei”[7]
- Medalia „A cincea aniversare a Republicii Populare Române” (24 decembrie 1952) „pentru lupta și munca duse în vederea făuririi, consolidării și prosperării Republicii Populare Române”[8]
- titlul de Artist al Poporului din Republica Populară Română (23 ianuarie 1953) „pentru merite deosebite, pentru realizări valoroase în artă și pentru activitate merituoasă”[9]

## Filmografie
- Independența României, 1912[10]. [11]
- Năbădăile Cleopatrei (regia Ion Șahighian), 1925[12]